# لفامولین
لفامولین(به انگلیسی: Lefamulin) (با نام تجاری Xenleta) آنتی بیوتیکی است که برای درمان ذات الریه باکتریایی در بزرگسالان مورد استفاده قرار می‌گیرد. به صورت خوراکی یا به صورت تزریق داخل ورید مصرف می‌شود.
عوارض جانبی نسبتاً شایع شامل اسهال، حالت تهوع، درد در محل تزریق و التهاب کبدی است. این دارو یک آنتی بیوتیک از دسته  پلوروموتیلین‌ها است. 
در سال ۲۰۱۹ لفامولین برای مصارف پزشکی در ایالات متحده تایید شد.